# 安倍盛
安倍 盛（あべ さかり、1905年6月25日 - 1955年1月29日）は日本の作曲家、音楽教師。

## 経歴
宮城県出身。永田晴に師事した。松竹歌劇部の嘱託で、安倍ピアノ塾と序響楽会を主宰。1933年12月に第1回発表会を開催した。日本放送協会が主宰して募集した1940年の皇紀2600年奉祝曲では吹奏楽部門と管弦楽部門で入選。瀬戸音楽賞受賞。国民歌劇協会員。

## 作品

### 映画音楽
- 花咲く港（1943年）
- 東京の門（1950年）
- 奴隷の街（1951年）
- 嘘（1954年）

### 歌劇
- じゃがたら文[1]
- かぐや姫[5]

### 声楽曲
- おむすびころりん（中根茂 詞）
- 航空決戦の歌（勝承夫 詞）
- 松竹少女歌劇主題歌：秋の音頭（佐久間茂高 詞）
- 流行歌：豊年踊り（松竹少女歌劇レヴュー「秋の踊り」主題歌、佐久間茂高 詞）
- 波のアンダンテ（薮田義雄 詞）[6]
- 山国の唄/山国の歌（薮田義雄 詞）[6]
- ゆりかもめ（薮田義雄 詞）[7]

### ピアノ独奏曲
- 輝光（かがやき） Op. 26 No. 2[8]
- 子供のためのピアノ曲集[9]
  - 第1編
    - 子供の国
    - 坊やとおーちやん！

  - 第2編
    - 子供の友
    - 動物園
- 子供のためのピアノ小曲集 第2編（新興音楽出版社、1947年）
- 抒情ピアノ小曲集 : 女学生のための 第1編（新興音楽出版社、1947年）
- やさしいピアノ曲集 第1編（新興音楽出版社、1948年）
- 私達のピアノ・オルガン曲集（新興音楽出版社、1948年）
- 私たちのやさしいピアノ行進曲集（白眉音楽出版社、1954年）

### 編曲
- 新興ピアノ小曲集 第1編（安部盛 編、新興音楽出版社、1935年）[10]
- ヴァイオリン歌謡名曲集（安倍盛 編、白眉出版社、1943年）
- ピアノ日本民謡名曲集（安部盛 編、武田忠一郎 採譜、新興音楽出版社、1947年）[1][11]
- アコーデオン歌謡軽音楽集 第2輯（安倍盛 編、新興音楽出版社、1947年）
- 日本わらべ唄全集（薮田義雄、安倍盛 共編、全音楽譜出版社、1954年）